# Флаг Истринского района
Флаг муниципального образования И́стринский муниципальный район Московской области Российской Федерации — опознавательно-правовой знак, служащий официальным символом муниципального образования.
Флаг утверждён 14 марта 1997 года, как флаг муниципального образования Истринский район (после муниципальной реформы 2006 года — муниципальное образование Истринский муниципальный район), и внесён в Государственный геральдический регистр Российской Федерации с присвоением регистрационного номера 424.
20 ноября 2008 года, решением Совета депутатов Истринского муниципального района № 11/6, предыдущее решение было признано утратившим силу и установлено — считать флаг Истринского района флагом Истринского муниципального района (с утверждением нового «Положения» о флаге).
26 октября 2012 года, решением Совета депутатов Истринского муниципального района № 12/5, в название и текст предыдущего решения были внесены поправки (в частности отменён пункт о признании утратившим силу решения от 14 марта 1997 года) и утверждено новое «Положение» о флаге Истринского муниципального района.
В описание и рисунок флага, последними двумя решениями, изменений внесено не было.
Законом Московской области от 22 февраля 2017 года № 21/2017-ОЗ все муниципальные образования Истринского муниципального района — городские поселения Дедовск, Истра и Снегири, сельские поселения Бужаровское, Букарёвское, Ермолинское, Ивановское, Костровское, Лучинское, Новопетровское, Обушковское, Онуфриевское, Павло-Слободское и Ядроминское — были преобразованы, путём их объединения, в городской округ Истра.
Решением Совета депутатов Истринского муниципального района от 14 марта 2017 года № 4/2 флаг Истринского муниципального района был утверждён флагом городского округа Истра.
Решением Совета депутатов городского округа Истра от 17 августа 2017 года № 2/8 предыдущее решение было признано утратившим силу и флагом городского округа был утверждён флаг упразднённого городского поселения Истра.

## Описание
«Прямоугольное голубое полотнище с отношением ширины к длине 2:3 с изображением горизонтальной волнистой белой полосы в 1/6 ширины полотнища, отстоящую от нижнего края на 1/6 ширины полотнища, над полосой посередине расположено жёлтое солнце о шестнадцати лучах».

## Обоснование символики
Флаг разработан с учётом композиции герба Истринского муниципального района, который составлен на основе двух исторических гербов: Высочайше утверждённого 20 (31) декабря 1781 года герба уездного города Воскресенска (с 1930 года город Истра), описание которого гласит: в верхней части щита герб Московский, в нижней «Золотое солнце, в голубом поле, яко принятый всеобщий знак, означающий имя сего города», и герба современного города Истра, утверждённого Советом народных депутатов 17 марта 1989 года. Белая волнистая полоса языком геральдики показывает реку Истру, давшее нынешнее название городу и району.
Использование двух исторических гербов, как основы композиции районного флага символизирует взаимосвязь города и района, территориальную и историческую общность двух муниципальных образований. Символы XVIII и XX столетий объединились на флаге района в неразрывную линию истории и современности, направленную в будущее.
Голубой цвет (лазурь) — символ чести благородства, духовности.
Жёлтый цвет (золото) — символ богатства, урожая, стабильности, уважения, солнечного тепла и света. Солнце — символ мира и благополучия.
Белый цвет (серебро) — символ чистоты, совершенства, мира и взаимопонимания.

## См. также

Флаги муниципальных образований Истринского муниципального района
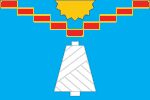
Флаг городского поселения Дедовск
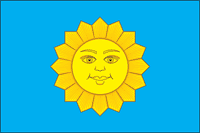
Флаг городского поселения Истра
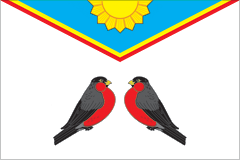
Флаг городского поселения Снегири
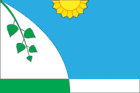
Флаг сельского поселения Бужаровское
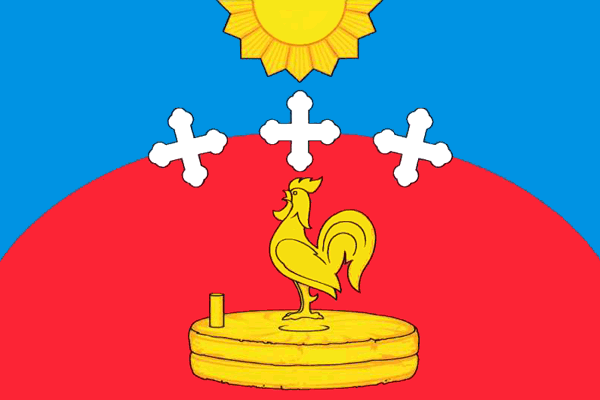
Флаг сельского поселения Букарёвское
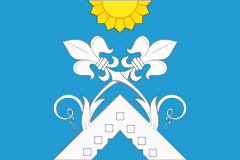
Флаг сельского поселения Ермолинское
Флаг сельского поселения Ивановское
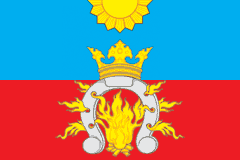
Флаг сельского поселения Костровское
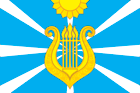
Флаг сельского поселения Лучинское
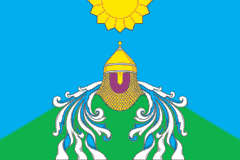
Флаг сельского поселения Новопетровское
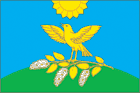
Флаг сельского поселения Обушковское
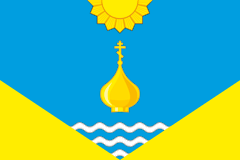
Флаг сельского поселения Онуфриевское
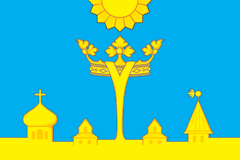
Флаг сельского поселения Павло-Слободское
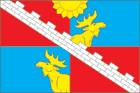
Флаг сельского поселения Ядроминское